# Wirtschaftskammer (Liechtenstein)
Die Wirtschaftskammer Liechtenstein (WKL), früher Gewerbe- und Wirtschaftskammer (GWK), ist ein privatrechtlicher Verein im Sinne von Art 246 ff. PGR. Sie ist die freiwillige Interessensvertretungen der Wirtschaftstreibenden in Gewerbe, Handel und Dienstleistung.

## Allgemeines
Die Gewerbe- und Wirtschaftskammer und nunmehrige Wirtschaftskammer Liechtenstein (seit 2007) wurde 1936 gegründet. Die Mitgliedschaft in der Wirtschaftskammer Liechtenstein ist freiwillig. Sie vertritt die Interessen ihrer Mitglieder in den Bereichen Gewerbe und Handwerk, Handel, Tourismus und Freizeitwirtschaft, Dienstleistung, Verkehr und Transport, Industrie, Information und Consulting. 2022 hatte die Wirtschaftskammer Liechtenstein rund 900 Mitglieder.
Die Wirtschaftskammer Liechtenstein hat den Sitz in Schaan.
In der Wirtschaftskammer Liechtenstein sind auch die Gemeinden Eschen, Ruggell, Schaan, Triesen, Triesenberg und Vaduz als Mitglieder aufgenommen.

## Aufgaben
Im Mittelpunkt der Aufgaben steht die Vertretung der Mitglieder durch aktive Mitgestaltung der wirtschaftlichen Rahmenbedingungen im Land. Dies wird durch Interessenvertretung, Beratungs-, Service- und Ausbildungsleistungen für die Mitgliedsunternehmen erreicht.

## Struktur der WKL
Die umfassende Interessenvertretung der Liechtensteiner Wirtschaft besteht aus:
- Jahreshauptversammlung oder an deren Stelle die Delegiertenversammlung;
- Präsidentenkonferenz;
- Verbandsvorstand;
- Präsidium;
- Sektionen;
- Sektionsvorstände;
- Revisionsstelle;
- Geschäftsführung.

Eine Amtsperiode dauert grundsätzlich 3 Jahre.

### Jahreshauptversammlung
Die Jahreshauptversammlung ist nach Art 17 der Statuten das oberste Organ der Wirtschaftskammer und legt die wesentlichen Richtlinien für die Verwirklichung des Zweckes der Wirtschaftskammer fest.
Die Jahreshauptversammlung kann nach Art 20 der Statuten die Einsetzung einer Delegiertenversammlung beschließen. Die Delegierten werden unter Einrechnung des Sektionspräsidenten von den Sektionen gewählt.

### Präsidentenkonferenz
Die Präsidentenkonferenz besteht nach Art 21 der Statuten aus dem Verbandspräsidenten und dem Verbandsvizepräsidenten sowie aus allen Sektionspräsidenten als ordentliche Mitglieder. Weitere natürliche Personen als weitere Mitglieder können hinzu gewählt werden. Der Geschäftsführer gehört der Präsidentenkonferenz mit beratender Stimme an.
Die Präsidentenkonferenz entscheidet nach Art 22 der Statuten über alle Angelegenheiten der Wirtschaftskammer, die nicht der Jahreshauptversammlung oder anderen Organen der Wirtschaftskammer übertragen sind. Insbesondere:
- Wahl des Verbandsvorstandes;
- Bestellung und Abberufung des Geschäftsführers;
- Festsetzung der Aufnahmegebühren;
- Genehmigung des Jahresvoranschlages;
- Genehmigung von zusätzlichen Krediten, die nicht im Jahresvoranschlag enthalten sind, unter Vorbehalt der Genehmigung durch die Jahreshauptversammlung.
- Überwachung und Bestellung von Delegierten und Stiftungsräten für die der Wirtschaftskammer angehörenden Selbsthilfeeinrichtungen;
- Entscheidung über den Ausschluss von Mitgliedern;

### Verbandsvorstand
Nach Art 23 der Statuten wird von der Präsidentenkonferenz zur Erledigung dringender Entscheidungsgeschäfte ein achtgliedriger Vorstand aus den Mitgliedern der Präsidentenkonferenz bestellt. Dem Vorstand gehören der Verbandspräsident und der Verbandsvizepräsident an. Der Geschäftsführer gehört dem Verbandsvorstand mit beratender Stimme an.

### Präsidium
Das Präsidium der Wirtschaftskammer wird gemäss Art 25 der Statuten durch den Verbandspräsidenten, den Verbandsvizepräsidenten und den Geschäftsführer gebildet und führt gemäss Art 26 der Statuten die laufenden Geschäfte gemäss dem Geschäftsreglement. Das Präsidium vertritt die Wirtschaftskammer nach aussen.

### Sektionen
Sektionen werden nach Bedarf durch die Jahreshauptversammlung eingerichtet. Durch die Mitglieder kann selbständig die Gründung von Sektionen beantragt werden.
Die Mitglieder bestimmen den Hauptzweck ihres Unternehmens und werden entsprechend einer Sektion zugeteilt. Der Hauptzweck muss dabei zwingend im dazugehörigen Gewerbeschein aufgeführt sein.
In den Wirkungskreis der Sektionen fallen:
- Mitwirkung bei der Gestaltung des Lehr- und Fortbildungswesens;
- Wahl des Sektionspräsidenten, des Sektionsvizepräsidenten, des Sektionsvorstandes und der Sektionsdelegierten. Die näheren Bestimmungen insbesondere die Mitgliederzahl des Sektionsvorstandes werden von jeder Sektion selbst geregelt;
- Schaffung von wirtschaftlich verantwortbaren Wettbewerbsverhältnissen;
- Abgabe von Stellungnahmen zu Vernehmlassungen;
- Festlegung des Sektionsbeitrages und Genehmigung der Sektionsjahresrechnung;
- die Mitwirkung beim Abschluss von Gesamtarbeitsverträgen.

### Sektionsvorstände
Sektionsvorstände können gemäss Art 30 der Statuten über alle Angelegenheiten, die in den Aufgabenbereich der Sektionen fallen nach eigenem Ermessen für die Angelegenheiten, die eine rasche Entscheid erfordern, gültige Beschlüsse fassen (mit Ausnahmen).

### Revisionsstelle
Die Revisionsstelle prüft die Ordnungsmässigkeit und Richtigkeit der Buchhaltung und berichtet darüber der Jahreshauptversammlung schriftlich. Die Revisionsstelle wird auf Vorschlag des Verbandsvorstandes von der Jahresversammlung auf 2 Jahre bestellt.

### Geschäftsführung
Der Geschäftsführung obliegt die Durchführung der Beschlüsse der Organe sowie die Führung der Geschäfte der Wirtschaftskammer und deren Sektionen. Es ist ein hauptamtlicher Geschäftsführer bestellt.
In den Aufgabenbereich des Geschäftsführers fallen:
- Ausfertigung und der Vollzug der Beschlüsse der einzelnen Organe der Wirtschaftskammer;
- Beratung der Mitglieder;
- Führung der Buchhaltung;
- Führung des Mitgliederregisters.

Um der sehr heterogen Struktur der Mitglieder gerecht zu werden und einen Interessenausgleich in den Wirtschaftskammern herzustellen und die gleichgerichteten aber auch die Vielzahl auseinanderstrebender, ja sogar gegensätzlicher Interessen zu koordinieren, ist die Wirtschaftskammer organisatorische in Sektionen (Fachorganisationen) gegliedert, die wiederum für eine Vertretung branchenbezogener Einzelinteressen sorgen.
Die 30 Sektionen vertreten die unterschiedlichsten Branchen.

## Interessenvertretung
Die Interessensvertretung wird von der Wirtschaftskammer Liechtenstein als ihre Kernaufgabe angesehen. Als Interessensvertretung nimmt die Wirtschaftskammer Liechtenstein die Anliegen ihrer Mitglieder gegenüber anderen Interessensvertretungen, der Regierung oder Behörden wahr. Dies erfolgt zum Beispiel durch Mitwirkung
- bei der Begutachtung von Gesetzes- und Verordnungsentwürfen,
- in Arbeitsgruppen und Kommissionen,
- beim Abschluss von Kollektivverträgen (Gesamtarbeitsverträgen[8]).

Zur Interessenvertretung zählen auch Massnahmen in den Bereichen Öffentlichkeitsarbeit und Wirtschaftslobbyismus sowie die umfassende Information der Mitglieder sowie durch das Netzwerk: "Unternehmer für Unternehmer".

## Rechtsservice
Beratungsleistungen werden durch die Wirtschaftskammer Liechtenstein für deren Mitglieder in den Rechtsbereichen:
- Arbeitsrecht und
- Sozialrecht.

Weitere Rechtsberatungen werden durch Vertragskanzleien der WKL erbracht.

## Publikationen
Die Wirtschaftskammer Liechtenstein gibt das verbandseigene Magazin unternehmer (Wirtschaftsmagazin) seit 2007 heraus, welches zehnmal jährlich in einer Auflage von etwa 4'600 Exemplaren erscheint.
Verantwortlicher Redakteur ist der Geschäftsführer der WKL Jürgen Nigg. Die redaktionelle Leitung liegt bei Isabell Schädler (Geschäftsführer-Stellvertreterin / Verbandsleitung).
Das Jahresabo unternehmer kostet CHF 50.–.
Jährlich werden von der liechtensteinischen Wirtschaftskammer Jahresberichte herausgegeben, die frei zugänglich sind und kostenlos seit dem Jahr 2001 online zur Verfügung stehen. Nur für Mitglieder werden weitere Onlineservices (Hilfsmittel) zur Verfügung gestellt.

## Finanzierung
Die Wirtschaftskammer finanziert sich weitgehend über Mitgliederbeiträg. Der Mitgliederbeitrag der Wirtschaftskammer Liechtenstein berechnet sich nach Stellenprozenten im jeweiligen Unternehmen inklusive des Unternehmers (ohne Berücksichtigung der Lehrlinge).
Der Grundmitgliedsbeitrag beträgt CHF 250,- bis 3'300,-. Als Aufnahmegebühr sind CHF 200,- zu entrichten. Je nach Sektion, in welche der Mitgliedsunternehmen eingestuft wird, fallen weitere Beiträge an.
Neben der ordentlichen Mitgliedschaft besteht die Möglichkeit der Wirtschaftskammer Liechtenstein als Freimitglied beizutreten. Diese Freimitglieder sind Unternehmen, die über keinen Gewerbeschein verfügen und nicht unbedingt im traditionellen gewerblichen Bereich tätig sind. Voraussetzung ist jedoch, dass der Sitz des Unternehmens in Liechtenstein ist. Die Beitragshöhe orientiert sich ähnlich wie bei der ordentlichen Mitgliedschaft. Es besteht auch die Möglichkeit einer Fördermitgliedschaft und der Ehrenmitgliedschaft.
Weitere Einnahmequellen sind Erträge aus Vermögen, Subventionen und sonstige Zuwendungen des Landes oder dritter Personen oder Erträge aus besonderen Dienstleistungen für Mitglieder oder Dritte sowie Erlöse aus Veranstaltungen.